# Nicolas Cloarec
Pour les articles homonymes, voir Cloarec.
Nicolas Cloarec, né le 24 juillet 1977 à Concarneau en France, est un footballeur puis entraîneur français qui a évolué au poste de milieu relayeur.

## Biographie
Nicolas Cloarec joue 32 matchs en Ligue 1, sans inscrire de but, et 150 matchs en Ligue 2, pour deux buts inscrits. 
Il joue son premier match en Ligue 1 le 7 août 1998, lors de la rencontre FC Lorient - AS Monaco (1-2). Il inscrit son premier but en championnat le 14 février 1998 contre Nîmes, et son second le 30 septembre 2000 face à Sochaux.
Sa meilleure performance en Coupe de France est un quart de finale disputé face au PSG (il ne joue que les dernières minutes de la rencontre). En Coupe de la Ligue, son meilleur résultat est un quart de finale joué contre Strasbourg.
En septembre 1998, il est retenu dans un groupe élargi en équipe de France espoirs.
Après sa carrière de joueur, Nicolas devient l'entraîneur de l'équipe fanion de l'US Concarneau, club amateur de CFA2 (5e division). Il arrive à ce poste en raison du limogeage de Serge Le Dizet de l'US Concarneau. Sous sa houlette, Concarneau obtient la promotion en CFA (4e division) en 2011, puis en National en 2016. 
Le 17 décembre 2018, il quitte l'US Concarneau en raison d'un burn-out,.
En juillet 2019, il prend la suite de Michel Sorin, en tant qu'entraineur de l'AS Vitré. Il est limogé en octobre à la suite de neuf matchs sans victoire.
Le décembre 2020, il s'engage avec l'US montagnarde, évoluant en Régionale 1.

## Statistiques
| Saison                | Club                  | Championnat           | Championnat | Championnat | Championnat | Coupe nationale | Coupe nationale | Coupe nationale | Coupe de la Ligue | Coupe de la Ligue | Coupe de la Ligue | Total | Total | Total |
| Saison                | Club                  | Division              | M.          | B.          | P.d.        | M.              | B.              | P.d.            | M.                | B.                | P.d.              | M.    | B.    | P.d.  |
| 1996-1997             | FC Lorient            | Division 2            | 3           | 0           | 0           | 1               | 0               | 0               | 1                 | 0                 | 0                 | 5     | 0     | 0     |
| 1997-1998             | FC Lorient            | Division 2            | 21          | 1           | 0           | 2               | 0               | 0               | 1                 | 0                 | 0                 | 24    | 1     | 0     |
| 1998-1999             | FC Lorient            | Division 1            | 28          | 0           | 1           | -               | -               | -               | -                 | -                 | -                 | 28    | 0     | 1     |
| 1999-2000             | FC Lorient            | Division 2            | 25          | 0           | 0           | 3               | 0               | 0               | -                 | -                 | -                 | 28    | 0     | 0     |
| 2000-2001             | FC Lorient            | Division 2            | 37          | 1           | 0           | 1               | 0               | 0               | 1                 | 0                 | 0                 | 39    | 1     | 0     |
| 2001-2002             | FC Lorient            | Division 1            | 4           | 0           | 0           | 4               | 0               | 0               | 1                 | 0                 | 0                 | 9     | 0     | 0     |
| Sous-total            | Sous-total            | Sous-total            | 118         | 2           | 1           | 11              | 0               | 0               | 4                 | 0                 | 0                 | 133   | 2     | 1     |
| 2002-2003             | Clermont Foot         | Ligue 2               | 5           | 0           | 0           | -               | -               | -               | -                 | -                 | -                 | 5     | 0     | 0     |
| 2003-2004             | Clermont Foot         | Ligue 2               | 35          | 0           | 0           | -               | -               | -               | 2                 | 0                 | 0                 | 37    | 0     | 0     |
| 2004-2005             | Clermont Foot         | Ligue 2               | 24          | 0           | 0           | 3               | 0               | 0               | 1                 | 0                 | 0                 | 28    | 0     | 0     |
| Sous-total            | Sous-total            | Sous-total            | 64          | 0           | 0           | 3               | 0               | 0               | 3                 | 0                 | 0                 | 70    | 0     | 0     |
| 2005-2006             | US Concarneau         | CFA 2                 | 1           | 0           | 0           | -               | -               | -               | -                 | -                 | -                 | 1     | 0     | 0     |
| 2006-2007             | US Concarneau         | CFA                   | 11          | 0           | 0           | 1               | 0               | 0               | -                 | -                 | -                 | 12    | 0     | 0     |
| 2007-2008             | US Concarneau         | CFA 2                 | 3           | 0           | 0           | -               | -               | -               | -                 | -                 | -                 | 3     | 0     | 0     |
| Sous-total            | Sous-total            | Sous-total            | 15          | 0           | 0           | 1               | 0               | 0               | 0                 | 0                 | 0                 | 16    | 0     | 0     |
| Total sur la carrière | Total sur la carrière | Total sur la carrière | 197         | 2           | 1           | 15              | 0               | 0               | 7                 | 0                 | 0                 | 219   | 2     | 1     |